# アニエス・ヴァルダ
アニエス・ヴァルダ（Agnès Varda, 1928年5月30日 - 2019年3月29日）は、ベルギーのブリュッセル出身の映画監督である。「ヌーヴェルヴァーグの祖母」と呼ばれることもある。

## 来歴・人物
ベルギー生まれ。父親はギリシャ人、母親はフランス人。第二次世界大戦を逃れてフランスに渡る。映画監督になる前は写真家として活躍していた。
1965年の『幸福』でベルリン国際映画祭銀熊賞を受賞している。1985年の『冬の旅』でヴェネツィア国際映画祭金獅子賞を受賞している。
映画監督のジャック・ドゥミと1962年に結婚し、彼が死去するまでともに「カイエ派」に対して「左岸派」と呼ばれた。息子のマチュー・ドゥミは俳優、娘のロザリーは映画衣装デザイナーになった。
2017年にはドノスティア賞を受賞した。2017年の第90回アカデミー賞で、長年の功績を称え名誉賞が授与された。
2019年3月29日、乳癌のため死去。(フランス現地時間)

## ギャラリー

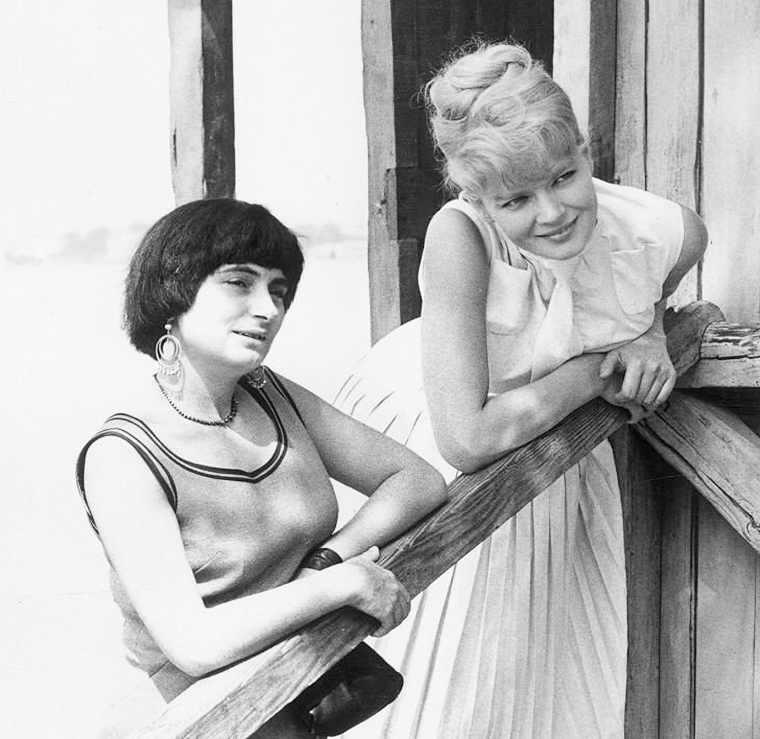
コリンヌ・マルシャンとともに（1962年）
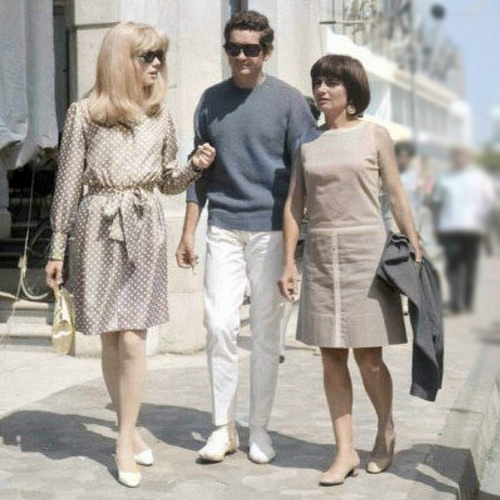
左からカトリーヌ・ドヌーヴ、ジャック・ドゥミ、ヴァルダ（1966年）
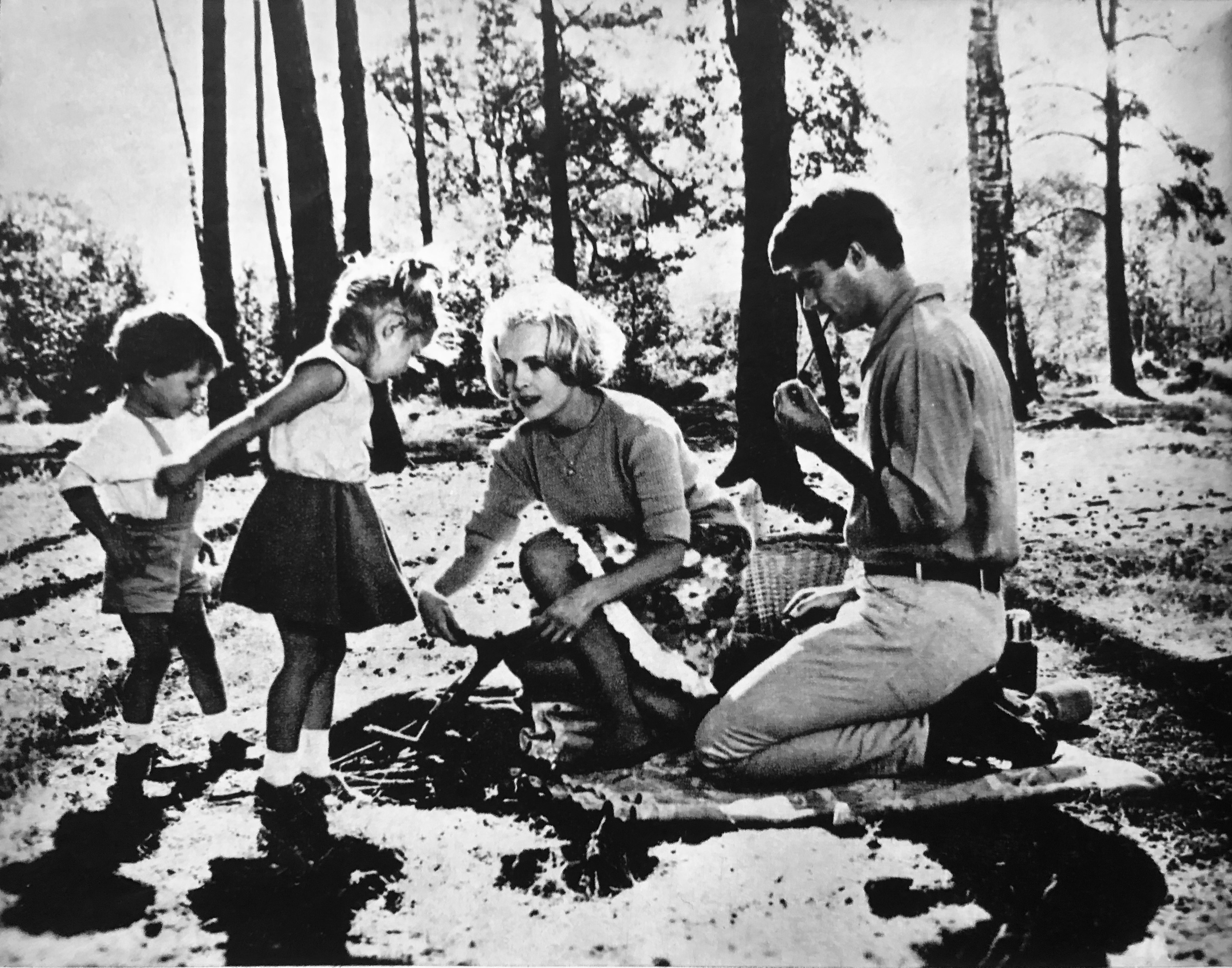
1965年に監督した『幸福』
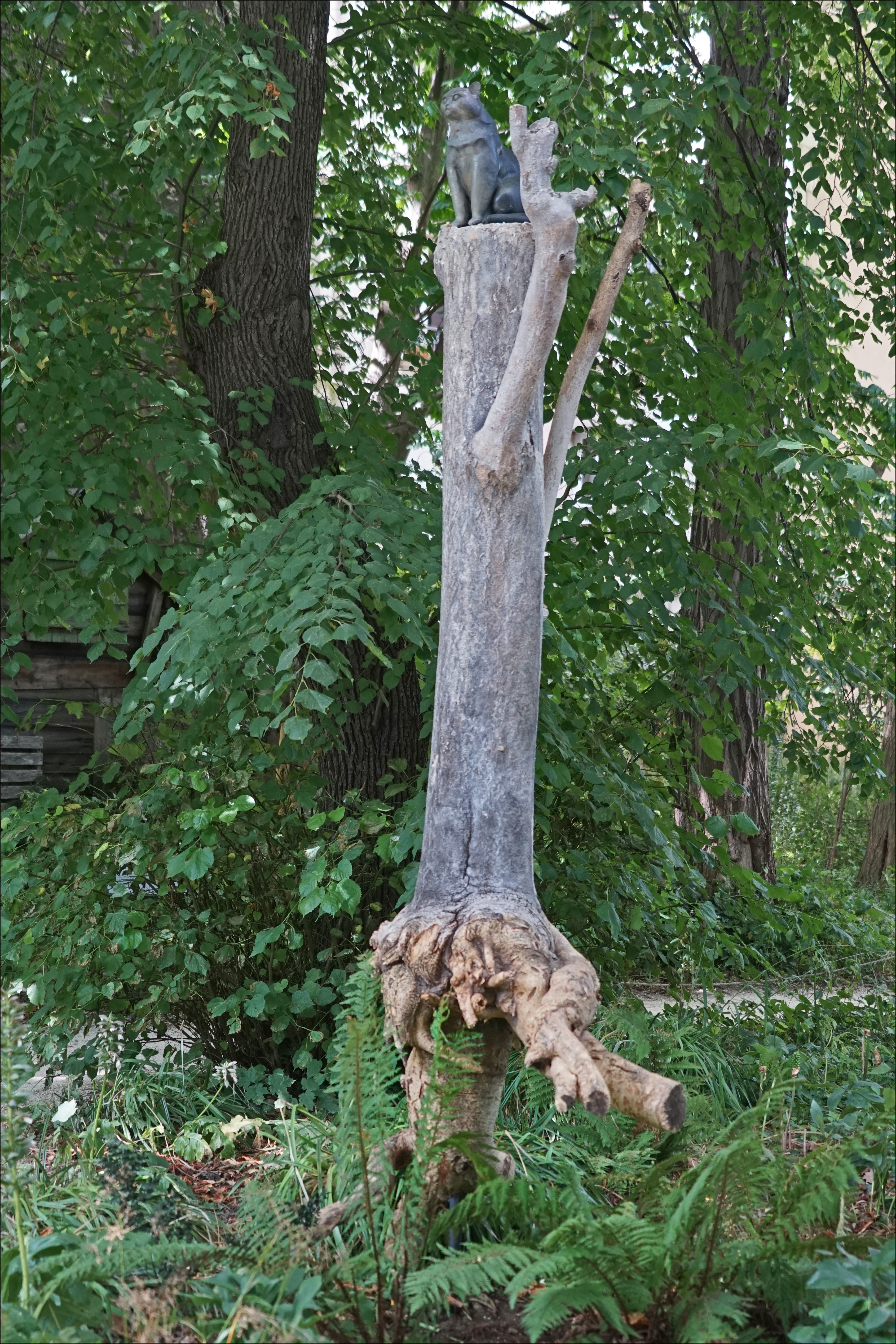
カルティエ現代美術財団美術館の庭にあるアニエス・ヴァルダの飼い猫「木の上のニニ」の像、隣はインスタレーション作品「猫の家」

## 主な監督作品
- ラ・ポワント・クールト La Pointe Courte （1955年）  - 長編デビュー作、編集アラン・レネ
- コートダジュールの方へ Du côté de la côte （1958年） - 短編
- 『オペラ・ムッフ』 原題:L'Opera-Mouffe 1958年/フランス/モノクロ/スタンダードサイズ/フランス語/モノラル  (C)1958 succession varda
- マクドナルド橋のフィアンセ Les fiancés du pont Mac Donald ou Méfiez-vous des lunettes noires （1961年）
- 5時から7時までのクレオ Cléo de 5 à 7 （1961年）
- 幸福 Le Bonheur （1965年）
- 創造物 Les créatures （1966年）
- ベトナムから遠く離れて Loin du Vietnam （1967年） - 共作
- ブラックパンサーズ Black Panthers （1968年） - 短編
- イランでの愛の悦び Plaisir d'amour en Iran （1976年）
- 歌う女・歌わない女 L'Une chante, l'autre pas （1977年）
- 壁画・壁画たち Murs, murs （1981年）
- ドキュモントゥール Documenteur （1981年）
- 冬の旅 Sans toit ni loi （1985年）
- カンフー・マスター! Kung-Fu master （1987年）
- アニエスv.によるジェーンb. Jane B. par Agnès V. （1987年）
- ジャック・ドゥミの少年期 Jacquot de Nantes （1991年）
- Les demoiselles ont eu 25 ans （1993年）
- 百一夜 Les Cent et une nuits de Simon Cinéma （1995年）
- 落穂拾い Les Glaneurs et la glaneuse （2000年）
- 落穂拾い・二年後 Les Glaneurs et la glaneuse... deux ans après （2002年）
- Quelques veuves de Noirmoutier （2005年）
- アニエスの浜辺 Les Plages d'Agnès （2008年）
- 顔たち、ところどころ Visages, Villages （2017年）

## 受賞歴
| 賞                                 | 年     | 部門                          | 作品                       | 結果       |
| ---------------------------------- | ------ | ----------------------------- | -------------------------- | ---------- |
| フランス映画批評家協会賞           | 1962年 | 作品賞                        | 『5時から7時までのクレオ』 | 受賞       |
| フランス映画批評家協会賞           | 1985年 | 作品賞                        | 『冬の旅』                 | 受賞       |
| フランス映画批評家協会賞           | 2000年 | 作品賞                        | 『落穂拾い』               | 受賞       |
| フランス映画批評家協会賞           | 2008年 | 作品賞                        | 『アニエスの浜辺』         | 受賞       |
| ルイ・デリュック賞                 | 1964年 | -                             | 『幸福』                   | 受賞       |
| ベルリン国際映画祭                 | 1965年 | 審査員グランプリ              | 『幸福』                   | 受賞       |
| ベルリン国際映画祭                 | 1965年 | インターフィルム賞            | 『幸福』                   | 受賞       |
| ベルリン国際映画祭                 | 2019年 | ベルリナーレ・カメラ          | -                          | 受賞       |
| セザール賞                         | 1977年 | 短編ドキュメンタリー映画賞    | 『Réponses de femmes』     | ノミネート |
| セザール賞                         | 1983年 | 短編ドキュメンタリー映画賞    | 『Ulysse』                 | 受賞       |
| セザール賞                         | 1986年 | 作品賞                        | 『冬の旅』                 | ノミネート |
| セザール賞                         | 1986年 | 監督賞                        | 『冬の旅』                 | ノミネート |
| セザール賞                         | 2001年 | 名誉賞                        | -                          | 受賞       |
| セザール賞                         | 2009年 | ドキュメンタリー映画賞        | 『アニエスの浜辺』         | 受賞       |
| セザール賞                         | 2018年 | ドキュメンタリー映画賞        | 『顔たち、ところどころ』   | ノミネート |
| ヴェネツィア国際映画祭             | 1985年 | 金獅子賞                      | 『冬の旅』                 | 受賞       |
| ヴェネツィア国際映画祭             | 1985年 | 国際映画批評家連盟賞          | 『冬の旅』                 | 受賞       |
| ヴェネツィア国際映画祭             | 2008年 | 監督・ばんざい!賞             | 『アニエスの浜辺』         | 受賞       |
| ニューヨーク映画批評家協会賞       | 1986年 | 外国語映画賞                  | 『冬の旅』                 | 3位        |
| ニューヨーク映画批評家協会賞       | 2001年 | ノンフィクション映画賞        | 『落穂拾い』               | 受賞       |
| ニューヨーク映画批評家協会賞       | 2017年 | ノンフィクション映画賞        | 『顔たち、ところどころ』   | 受賞       |
| ロサンゼルス映画批評家協会賞       | 1986年 | 外国語映画賞                  | 『冬の旅』                 | 受賞       |
| ロサンゼルス映画批評家協会賞       | 2001年 | ドキュメンタリー映画賞        | 『落穂拾い』               | 受賞       |
| ロサンゼルス映画批評家協会賞       | 2009年 | ドキュメンタリー映画賞        | 『アニエスの浜辺』         | 受賞       |
| ロサンゼルス映画批評家協会賞       | 2017年 | ドキュメンタリー映画賞        | 『顔たち、ところどころ』   | 受賞       |
| ヨーロッパ映画賞                   | 2000年 | ドキュメンタリー賞            | 『落穂拾い』               | 受賞       |
| ヨーロッパ映画賞                   | 2009年 | ドキュメンタリー賞            | 『アニエスの浜辺』         | ノミネート |
| ヨーロッパ映画賞                   | 2014年 | 生涯貢献賞                    | -                          | 受賞       |
| 全米映画批評家協会賞               | 2001年 | ノンフィクション作品賞        | 『落穂拾い』               | 受賞       |
| 全米映画批評家協会賞               | 2009年 | ノンフィクション作品賞        | 『アニエスの浜辺』         | 受賞       |
| 全米映画批評家協会賞               | 2017年 | 外国語映画賞                  | 『顔たち、ところどころ』   | 2位        |
| 全米映画批評家協会賞               | 2017年 | ノンフィクション作品賞        | 『顔たち、ところどころ』   | 受賞       |
| ボストン映画批評家協会賞           | 2001年 | ドキュメンタリー映画賞        | 『落穂拾い』               | 受賞       |
| ニューヨーク映画批評家オンライン賞 | 2001年 | ドキュメンタリー映画賞        | 『落穂拾い』               | 受賞       |
| ルネ・クレール賞                   | 2002年 | -                             | -                          | 受賞       |
| 全米監督協会賞                     | 2009年 | ドキュメンタリー映画監督賞    | 『アニエスの浜辺』         | ノミネート |
| カンヌ国際映画祭                   | 2010年 | 金の馬車賞                    | -                          | 受賞       |
| カンヌ国際映画祭                   | 2015年 | パルム・ドール・ドヌール      | -                          | 受賞       |
| カンヌ国際映画祭                   | 2017年 | ルイユ・ドール                | 『顔たち、ところどころ』   | 受賞       |
| 国際フィルム・アーカイヴ連盟       | 2013年 | FIAF賞                        | -                          | 受賞       |
| ロカルノ国際映画祭                 | 2014年 | 名誉豹賞                      | -                          | 受賞       |
| アカデミー賞                       | 2017年 | 長編ドキュメンタリー映画賞    | 『顔たち、ところどころ』   | ノミネート |
| アカデミー賞                       | 2017年 | 名誉賞                        | -                          | 受賞       |
| サン・セバスティアン国際映画祭     | 2017年 | ドノスティア賞                | -                          | 受賞       |
| トロント国際映画祭                 | 2017年 | 観客賞 (ドキュメンタリー部門) | 『顔たち、ところどころ』   | 受賞       |
| バンクーバー国際映画祭             | 2017年 | 観客賞 (ドキュメンタリー部門) | 『顔たち、ところどころ』   | 受賞       |
| オンライン映画批評家協会賞         | 2017年 | ドキュメンタリー映画賞        | 『顔たち、ところどころ』   | 受賞       |
| サンフランシスコ映画批評家協会賞   | 2017年 | ドキュメンタリー映画賞        | 『顔たち、ところどころ』   | 受賞       |
| インディペンデント・スピリット賞   | 2017年 | ドキュメンタリー映画賞        | 『顔たち、ところどころ』   | 受賞       |
| リュミエール賞                     | 2018年 | ドキュメンタリー映画賞        | 『顔たち、ところどころ』   | 受賞       |

## 主な日本語文献
- 『アニエス・ヴァルダによるジェラール・フィリップ』キネマ旬報社、1998年
- 『アニエス・ヴァルダ　愛と記憶のシネアスト』金子遊・若林良・吉田悠樹彦編、neoneo編集室「ドキュメンタリー叢書」、2021

年